# Truth Killer
Truth Killer è il quattordicesimo album in studio del gruppo metal statunitense Sevendust, pubblicato il 28 luglio 2023.
Il 12 aprile 2023 la band annuncia il disco e pubblica il primo singolo Fence. Il secondo singolo tratto dall'album, Everything, è stato pubblicato l'11 maggio 2023. Il 22 giugno 2023 i Sevendust pubblicano il terzo singolo Holy Water. Il 25 luglio pubblicano il singolo Superficial Drug. Tutti i singoli tratti dall'album sono stati accompagnati da un video musicale ciascuno.

## Tracce
1. I Might Let The Devil Win – 4:27
2. Truth Killer – 3:43
3. Won’t Stop The Bleeding – 4:04
4. Everything – 4:18
5. No Revolution – 3:47
6. Sick Mouth – 3:38
7. Holy Water – 3:56
8. Leave Hell Behind – 4:42
9. Superficial Drug – 4:33
10. Messenger – 4:03
11. Love And Hate – 4:52
12. Fence – 3:37

## Formazione
- Lajon Witherspoon - voce
- John Connolly - chitarra, voce
- Clint Lowery - chitarra, voce
- Vinnie Hornsby - basso
- Morgan Rose - batteria, voce